# Mistrzostwa Polski w koszykówce mężczyzn (1930)
III Mistrzostwa Polski w koszykówce mężczyzn. Turniej finałowy był rozgrywany z udziałem trzech drużyn w dniach od 26 października do 14 grudnia 1930 r. na zasadzie mecz i rewanż.

## Rozgrywki
- 26.10.1930  Polonia Warszawa - AZS Poznań 20:23 (13:6)
- 02.11.1930  Cracovia - AZS Poznań 26:30 (8:20)
- 09.11.1930  Polonia Warszawa - Cracovia 35:35 (28:28, 7:14) po dogrywce
- 16.11.1930
- 23.11.1930  AZS Poznań - Cracovia 29:27 (13:17), Cracovia złożyła protest, który został oddalony
- 30.11.1930  Cracovia - Polonia Warszawa 29:36 (17:14)
- 07.12.1930  AZS Poznań - Polonia Warszawa 16:14 (9:10)
- 14.12.1930  Polonia Warszawa - Cracovia 30:0 walkower (powtórka)

## Klasyfikacja końcowa
| Miejsce | Zespół           | Mecze | Zwycięstwa-Porażki | Bilans punktów |
| złoto   | AZS Poznań       | 4     | 4-0                | 98:87          |
| 2.      | Polonia Warszawa | 4     | 2-2                | 100:68         |
| 3.      | Cracovia         | 4     | 0-4                | 82:125         |

## Składy drużyn
W skład poszczególnych ekip wchodzili m.in.:
- AZS Poznań - Patrzykont, Kasprzak, Mikrus, Malec, Czaplicki, Śmigaj, Gendera, Różycki, Kultys
- Polonia Warszawa - Zgliński, Sowiński, Kapałka I, Czyżykowski, Tomczyk, Kapałka II, Gregołajtis, Ałaszewski, Kassenberg
- Cracovia - Lubowiecki I, Trytko II, Janusz, Trytko I, Rosiewicz, Lubowiecki II, Marona, Szumiec